# Ramphotyphlops becki
Ramphotyphlops becki là một loài rắn trong họ Typhlopidae. Loài này được Tanner mô tả khoa học đầu tiên năm 1948.